# Sangli
Sangli (censita come Sangli-Miraj & Kupwad) è una suddivisione dell'India, classificata come municipal corporation, di 436.639 abitanti, capoluogo del distretto di Sangli, nello stato federato del Maharashtra. In base al numero di abitanti la città rientra nella classe I (da 100.000 persone in su).

## Geografia fisica
La città è situata a 16° 52' 0 N e 74° 34' 0 E e ha un'altitudine di 544 m s.l.m..

## Società

### Evoluzione demografica
Al censimento del 2001 la popolazione di Sangli assommava a 436.639 persone, delle quali 224.195 maschi e 212.444 femmine. I bambini di età inferiore o uguale ai sei anni assommavano a 50.403, dei quali 27.149 maschi e 23.254 femmine. Infine, coloro che erano in grado di saper almeno leggere e scrivere erano 327.060, dei quali 180.478 maschi e 146.582 femmine.